# Bernt Ljung
Bernt Åke Ljung, född 8 maj 1958, var en fotbollsmålvakt i AIK och även i Sveriges herrlandslag i fotboll.
Bernt Ljung växte upp i Borlänge och började sin fotbollskarriär i IK Brage. I Brage var han med om klubbens uppgång från division III till spel i allsvenskan. Han värvades tillsammans med stjärntränaren Rolf Zetterlund till AIK 1981. 1982-1984 spelade han 7 A-landskamper, däribland VM-kvalmatchen mot Portugal 1984. 
Bernt Ljung bidrog stort till AIK:s allsvenska serieseger 1983, cupvinst 1985 samt SM-finalen 1986. Efter en sväng i Vasalunds IF återkom han dock till AIK 1991 och guldåret 1992. Bernts sista match i AIK:s färger resulterade i AIK:s första allsvenska mästartitel på hela 55 år. Efter spelarkarriären utbildade han sig till tränare och förde upp sin gamla klubb Brage i Superettan säsongen 2003. Sedan 2004 är han inte längre aktiv inom fotbollen. 

## Klubbtillhörighet
- Forssa BK 1968.
- IK Brage 1969-80.
- AIK 1981-87.
- Vasalunds IF 1988-90.
- AIK 1991-92.
- IK Brage 1993.

## Tränarkarriär
- IK Brage (målvaktstränare 1994-96, tipselittränare 1997-2002, A-lagstränare 2003-04)